# Druhý ostrov Johna Bulla

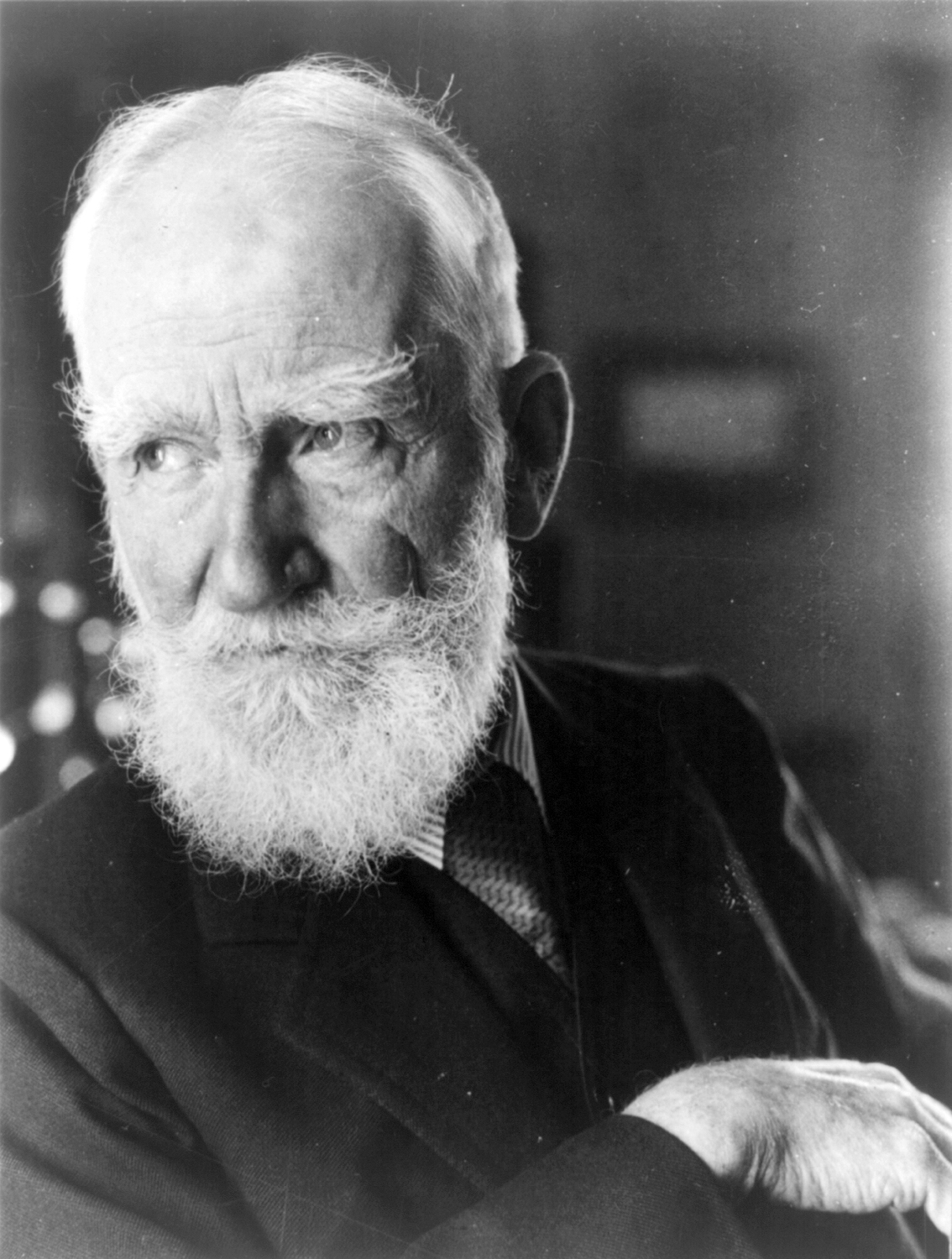
George Bernard Shaw, autor hry

Druhý ostrov Johna Bulla (1904, John Bull's Other Island) je komedie anglického dramatika irského původu Georga Bernarda Shawa, nositele Nobelovy ceny za literaturu za rok 1925. Je to zároveň jediná jeho hra, kde se většina děje odehrává v Irsku.
Ke hře, založené na hře paradoxů, inspiroval  Shawa jeho návrat do rodného Irska téměř po třiceti letech. Název hry odkazuje na politickou satiru skotského prozaika Johna Arbuthnota (1667-1735) Příběh Johna Bulla (1712, The History of John Bull), ve které Arbuthnot vytvořil typ Angličana jako poctivého, rázného, ale i náladového člověka, milujícího jak svou nezávislost, tak i láhev pořádného pití. Jméno John Bull se dodnes používá jako zobecňující přezdívka pro Angličana. Název Shawovy divadelní hry zdůrazňuje anglickou nadvládu nad Irskem.
Ve hře se ukáže, že domnělá irská citovost a poetičnost má střízlivé jádro, zatímco anglická rozumovost a praktičnost se může lehce změnit v nebezpečnou sentimentálnost. Hrdinou hry je Angličan, který přes svou pošetilost získá v Irsku půdu, dívku i místo v irském parlamentu. Jeho úspěch je však možný jen díky britské moci a vykořisťování zakrývanému sentimentální filantropií. Přes ironii vůči Britům měla Shawova hra pro svůj humor značný ohlas v Anglii i v zahraničí. Anglický král Eduard VII. se prý při představení tak smál, že pod ním prasklo křeslo.